# Automás
Automás es una revista especializada en el automóvil que se publica mensualmente en Lima, Perú desde 1991. Es editada por E. Derteano Consultores S.A. y cubre la actualidad del sector automotor con pruebas de autos, noticias y reportajes.

## Historia
La revista Automás fue fundada por Tomás Unger y Edwin Derteano en marzo de 1991. Se empezó a distribuir como  suplemento gratuito de la revista Caretas. A partir de agosto de 1992 se publica independientemente con una periodicidad mensual, lo que con algunas variantes se mantiene hasta la fecha (2021). 
Automás publicó números especiales con motivo de sus ediciones 100 (diciembre de 2001) y 200 (octubre de 2013), así como por sus 20 años de publicación ininterrumpida (edición 178, octubre de 2011). El número conmemorativo del aniversario 25 fue publicado en junio de 2016.

## Contenido
Las secciones habituales de la revista incluyen pruebas de autos (road test), pruebas de motos ("dos ruedas"), autos clásicos, electrónica para el automóvil, automovilismo deportivo, crónicas de viajes, listas de precios de autos nuevos y usados e información estadística del sector. Anualmente publica un número especial denominado Autocátalogo en el que presenta una relación con información y comentarios de los automóviles disponibles en el mercado automotor peruano. 
Sus portadas incluían junto al automóvil principal una modelo femenina popularmente conocida como la "Chica Automás", habiendo figurado entre ellas Leslie Shaw, Andrea Luna y Rocío Miranda. Desde 2016 incluye en portada solo el automóvil más significativo de cada edición.

## Otras publicaciones
Automás y su matriz E. Derteano Consultores publican anualmente una guía de carreteras y turismo auspiciada por el representante de la marca Toyota. Oficialmente denominada Guía Automás Toyota (ISBN: 978-612-45714-6-6) se publica desde 1997. 
Automás también publica el periódico mensual Transporte Total con informaciones dirigidas especialmente a conductores y operadores de camiones.